# Velký dub na Císařském ostrově
Velký dub na Císařském ostrově je památný strom, který roste v Praze na Císařském (Trojském) ostrově na místní komunikaci na nasypané hrázi plavebního kanálu. Byl vyhlášen jako první památný dub v Praze.

## Parametry stromu
- Výška (m): 18,0
- Obvod (cm): 410 (457 k roku 2013)
- Ochranné pásmo: ze zákona
- Datum prvního vyhlášení: 26.10.1994[2]
- Stáří stromu: 190 let (odhad k roku 2016)[1]

## Popis
Dub je nadprůměrného vzrůstu a věku. Kmen stromu se větví již ve výšce 1,5 metru. Větve vytvářejí širokou korunu, která je širší než celková výška stromu. Jeho zdravotní stav je dobrý.